# علم النفس التجريبي
علم النفس التجريبي هو أحد فروع علم النفس الاساسية التي تستهدف ابتكار طرق جديدة للبحث العلمي، وتطوير أساليب Techniques إجراء وتصميم التجارب العلمية بما يؤدي إلى تقدم وتطور مناهج البحث في علم النفس.
يعرف علم النفس التجريبي بأنه أحد فروع علم النفس الأساسية التي تستهدف ابتكار طرق جديدة للبحث العلمي، وتطوير أساليب إجراء وتصميم التجارب العلمية  وهو أيضاً العلم الذي يجيب عن السؤال كيف؟
هذا الأمر (ابتكار طرق جديدة للبحث العلمي، وتطوير أساليب إجراء وتصميم التجارب العلمية) لا ينفي وجود فروع أخرى من علم النفس تستخدم المنهج التجريبي في دراستها، وتحاول أن تجيب على السؤال كيف؟ فهو كمسمى يعلمنا كيفية استجابة الأشخاص للمثيرات الحسية، وكيفية إدراكها من حولهم، كذلك كيف يتعلمون، وكيف يتذكرون، وكيف يستجيبون انفعالياً.
يهتم علم النفس التجريبي بشكل خاص بدراسة ظواهر نفسية معينة كالانتباه والإدراك، والتعلم، والتذكر، وتطبيق المنهج التجريبي لدراستها.
وتكون نسبة خطأ هذا العلم 20%.

## ظهور علم النفس التجريبي
يمكن القول إن علم النفس التجريبي هو علم حديث نسبياً، إلا أنه مع هذا لم يبرز فجأة عندما أسس فونت Wundt أول مختبر لعلم النفس في جامعة ليبزج في ألمانيا عام 1879 , إذ أن نمو أي علم من العلوم إنما يكون عادة نمواً تدريجياً مستمراً وما الاهتمام عادة بمؤسسي أي علم من العلوم إلا بغرض إقامة علامات أو مهديات تفيد المشتغلين بالتأريخ في تحديد المراحل الزمنية واتجاهات التقدم لذلك العلم. ومع كل هذا فإن موضوع علم النفس التجريبي وتحديد الرواد الذين عملوا على تفرده كعلم مستقل، لازال موضع جدال، وإن كان هذا الجدال في حقيقة الأمر لا يستحق أن نوليه أي اهتمام.
فمنذ بدأ علم النفس التجريبي الحديث يأخذ شكلاً متبلوراً في منتصف القرن التاسع عشر، كان له قبل ذلك تاريخ طويل. فيمكن أن نتتبع جذوره في الفكر الفلسفي، والتي تبدء –إذا شئنا– منذ عهد أرسطو، أو من فلسفة ديكارت الذي قسم عالم الخبرة إلى مادة وعقل. وهذه الثنائية حيرت علماء النفس لمدة ثلاثة قرون، إلا أن فخنر حاربها ضمن حربه الفلسفية التي دافع فيها عن الروحانيات في مقابل الماديات.
والعامل الآخر مثل دوراً في هذه السيكولوجيا الحديثة كان من خلال اهتمامات علوم الفيزياء والفسيولوجيا. ففي بادئ الأمر كانت المشكلات التي تعالجها الفيزياء تتعلق بالبصريات والسمعيات. وبهذا تكون اهتماماتها قد اقتربت من تحليل الخبرة أكثر مما يفعله علم النفس. فقد كان «نيوتن» هو الذي اجرى عام 1704 تحليلاً للإحساسات البصرية. وكان «بيير بوجييه» وهو عالم فيزيائي أول من حدد العتبة المميزة للضوء عام 1729. كما قاس «ديليزين» – وهو فيزيائي أيضاً – العتبة الفارقة للإحساس بطبقة صوتية.
ثم دخل علماء الفسيولوجيا الميدان من خلال دراسات منفصلة. فقد اكتشف «شارلس بيل» إحساسات متمايزة، مما جعل علماء الفسيولوجيا يفصلون ما بين دراساتهم لمشكلات الإحساس والحركة. ثم كان هناك عالم فسيولوجي آخر هو «فيبر» قامت دراساته عام 1834 على العتبات الفارقة للإحساس وبخاصة حاسة اللمس، وصاغ قانوناً يعرف باسمه حتى الآن. وفي عام 1805 قرر «هلمهولتز» – وهو عالم فسيولوجي – أن يصبح عالم فيزياء، فأولى اهتماماته لمشكلات الإحساس والإبصار.
وفي مثل هذا الجو من الدراسات العلمية كتب «فخنر» كتابة «القواعد السيكوفيزيقا» عام 1860 .وكان علم النفس التجريبي –كعلم– قد أخذ طريقه في الظهور. فعل يمكن أن نعتبر «فخنر» مؤسساً لعلم النفس التجريبي؟ ... في الواقع يبدو أنه من الصعب أن نقرر ذلك. فلم يكن «فخنر» يسعى إلى إقامة علم جديد، وكل ما كان يريده هو أن يدين المادة عن طريق إقامة علاقة إمبيريقية -تجريبية- بين العقل والجسم. بل إننا لو عدنا بالتاريخ إلى الوراء قبل عام 1860 لوجدنا انه كانت هناك دراسات تجريبية لمشكلات ذات طابع نفسي بحثها علماء الفلك والفلاسفة والمشتغلون بالعلوم الطبيعية. وكان هؤلاء العلماء أول من وجه بذلك التساؤل الكبير عما إذا كانت العمليات النفسية يمكن دراستها بطرائق التجريب.
وإذا لم نستطع القطع بأن «فخنر» كان رائد علم النفس التجريبي، فهل يمكن القول بأن «هلمهولتز» هو الؤسس لهذا العلم؟ في حقيقة الأمر لم يكن «هلمهولتز» يهدف إلى ذلك أيضاً. فكل ما كان يهتم به هو تدعيم دراساته عن طريق الاهتمام بالحقائق والمقاييس المتعلقة بالظواهر السمعية والبصرية. ومع ذلك فلا يمكن على الإطلاق إلا أن يقترن اسمه بتجسيد وبلورة علم النفس التجريبي.
وهل يعتبر «فونت» المؤسس الحقيقي لعلم النفس التجريبي؟ لقد كان فونت فعلاً يحاول أن يقيم أو يؤسس علماً تجريبياً جديداً. إلا أنه كان صغير السن بعد، ولم يكن لديه الكثير مما يُسهم به في هذه المادة حتى عام 1863 . ثم بدء يكتسب قدراً من الشهرة عندما ظهر له مرجع في عام 1874 . وأخيراً نجح في إقامة مختبر ليبزج عام 1879 .
وخلال تلك الفترة من القرن التاسع عشر قدم العلماء طرائق مناسبة لدراسة كثير من العمليات العقلية العليا مثل: التعلم، التذكر، الإدراك الإحساسي، الإحساس. ولقد كانت هذه الدراسات التاريخية تمثل المشكلات الأولى التي أمكن دراستها بنجاح عن طريق التجريب المختبري. وكانت بمثابة الموضوعات الاساسية التي من أجلها كان هناك تطور في استخدام الأساليب التجريبية.

## علم النفس التجريبي في التراث العربي الإسلامي
إن ثورة السيكوفيزيقا في تاريخ علم النفس كانت بواسطة «ابن الهيثم» في النصف الأول من القرن الحادي عشر الميلادي. حيث يعتبر عام (476هـ) بداية القياس التجريبي في علم النفس، وأن أول ثورة في علم نفس الإبصار في تاريخ علم النفس لم يكن رائدها «فخنر» في كتابة (مبادئ السيكوفيزيقا) إنما رائدها هو «ابن الهيثم» في (كتاب المناظر), فابن هيثم هو مؤسس علم نفس الإبصار في تاريخ، ومن مؤسسي علم السيكوفيزياء الحديث، فهو عالم وباحث بقدرات متعددة ومتداخلة؛ تشريحية، وفسيولوجية، وفيزيائية، ورياضية، وتقنية، وسيكولوجية.

## تثبيط ارتجاعي
التثبيط الارتجاعي (Backward inhibition) هي عبارة عن نظرية التحكم التسلسلي في المهام والتي تدعي بأن التحويل أو الانتقال بين المهام يتطلب قمع أو إيقاف المهمة المنجزة للتو من أجل السماح بإستكمال مهمة جديدة. يأتي الدعم المقدم من هذه النظرية من البحث الذي قد لاحظ وجود أوقات أو مرات استجابة أطول عند العودة إلى مهمة ما بعد إجراء المهمة المتوسطة عما إذا تم إكمال ثلاثة مهام مختلفة، أو أكثر في صف واحد. على سبيل المثال، للقيام بالمهام أ، ب وج، فإن أوقات الاستجابة للمهمة الثالثة سوف تكون أبطأ في حالة إجراء التسلسل أ - ب - أ عمّا إذا كان التسلسل هو ج - ب - أ. وفي سلسلة من التجارب، فإنه قد تبين أن هذه العملية التثبيطية ليست نتيجة للانطباع (ماير وكيلي، 2000).

## انظر ايضًا
- علم نفس
- قائمة مدارس علم النفس
- تأثير ستروب

## وصلات خارجية
- American Psychological Association موقع الجمعية الأميركية لعلم النفس (بالإنكليزية)
- Association for Psychological Science جمعية علوم النفسية (بالإنكليزية)
- استكشاف علم النفس. (2001). تاريخ علم النفس: أسس معاصرة
- أبحاث قسم علم النفس في جامعة بغداد
- مصطلحات علم النفس في موقع الخيمة
- صفحة الطب النفسي على موقع «طب نت»